# Mircea Ion Savul

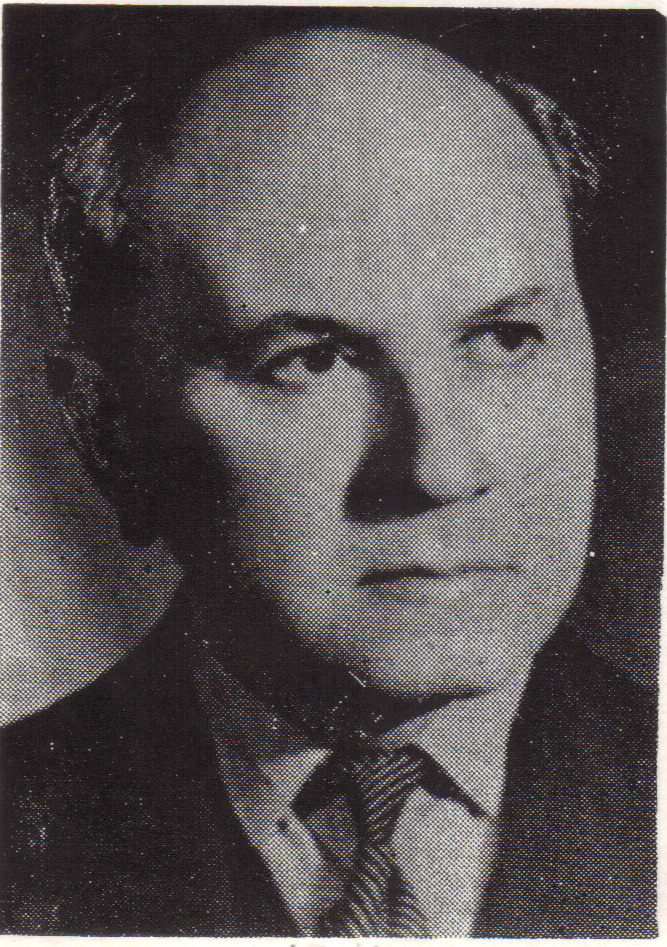
Academicianul Mircea Savul

Mircea Ion Savul (n. 3/15 mai 1895, Iași - d. 13 mai 1964, Iași) a fost un geolog și geochimist român, membru titular (1963) al Academiei Române.

## Biografie
A fost profesor de mineralogie la Universitatea din Iași. Este autorul a numeroase lucrări privind petrografia formațiunilor eruptive din nordul Dobrogei și a formațiunilor metamorfice din Carpații Orientali, geochimia vanadiului, fosforului, manganului și a elementelor majore din rocile carbonice din România, precum și geotermometria și analiza structurală petrologică etc.
A fost membru titular al Academiei de Științe din România începând cu 3 iunie 1941.

## Lucrări principale
- Erupțiunile de diabaze din nordul Dobrogei, 1931
- Cristalinul munților Bistriței între Dorna și Borca, 1935

## Distincții
- Medalia Muncii (14 septembrie 1953)[2]